# Off with Their Heads
Off with Their Heads è il terzo album dei Kaiser Chiefs, pubblicato il 20 ottobre 2008.

## Tracce
1. Spanish Metal
2. Never Miss a Beat
3. Like It Too Much
4. You Want History
5. Can't Say What I Mean'
6. Good Days Bad Days
7. Tomato in the Rain
8. Half the Truth
9. Always Happens Like That
10. Addicted To Drugs
11. Remember You're a Girl

## Formazione
- Ricky Wilson: voce
- Andrew "Whitey" White: chitarra
- Simon Rix: basso
- Nick "Peanut" Baines: tastiere, sintetizzatore
- Nick Hodgson: batteria, voce, compositore